# Vídua cua d'agulla
La vídua cua d'agulla (Vidua macroura) és una espècie d'ocell de la família dels viduids (Viduidae).

## Hàbitat i distribució
Viu a les sabanes de l'Àfrica subsahariana, alSenegal i Gàmbia i Guinea Bissau, cap a l'est, a través del sud de Mali, Burkina Faso, Nigèria, sud de Txad i centre i Sudan del Sud fins Etiòpia i sud de Somàlia i, cap al sud, incloent l’illa de São Tomé, fins Sud-àfrica.